# Star People '97
«Star People '97» es una canción compuesta e interpretada por el cantante británico George Michael, y publicada por Virgin Records en el Reino Unido y por Dreamworks Records en Estados Unidos en 1997.
"Star People '97" alcanzó el número 2 en el Reino Unido y el número 1 en el U.S Dance. La canción contiene elementos del éxito de 1980 "Burn Rubber On Me (Why You Wanna Hurt Me)" de la banda The Gap.
"Star People" se convirtió en el segundo número 1 de George Michael en el U.S Dance single después de "Monkey".

## Sencillo
CD-Maxi Virgin 7243 8 94245 2 2 (EMI)	24.04.1997
1. 	«Star People '97»  	5:42
2. 	«Everything She Wants» (Unplugged)		4:37
3. 	«Star People '97» (Unplugged)		6:01

## Posicionamiento
| Listas (1997)  | Posición |
| -------------- | -------- |
| Austria        | 37       |
| Estados Unidos | 1        |
| Finlandia      | 15       |
| Países Bajos   | 40       |
| Reino Unido    | 2        |
| Suecia         | 37       |
| Suiza          | 28       |